# Tung hứng

Tung hứng

Tung hứng (juggling) là một kĩ năng vật lý được thực hiện bởi các nghệ nhân tung hứng (juggler) hoặc là diễn viên xiếc, các công nhân xây dựng. Điều dễ nhận biết nhất trong tung hứng là tung các vật lên không trung. Các juggler thường dùng vật như bóng, vòng, chùy (clubs). Có những juggler mạo hiểm hơn, họ dùng đuốc, dao, máy cưa,... 
Ngày 17-6 hàng năm được Liên đoàn Tung hứng thế giới (WJF) chọn làm Ngày tung hứng.

## Siteswap
Siteswap là ký hiệu trong juggling.

## Các kĩ thuật cơ bản

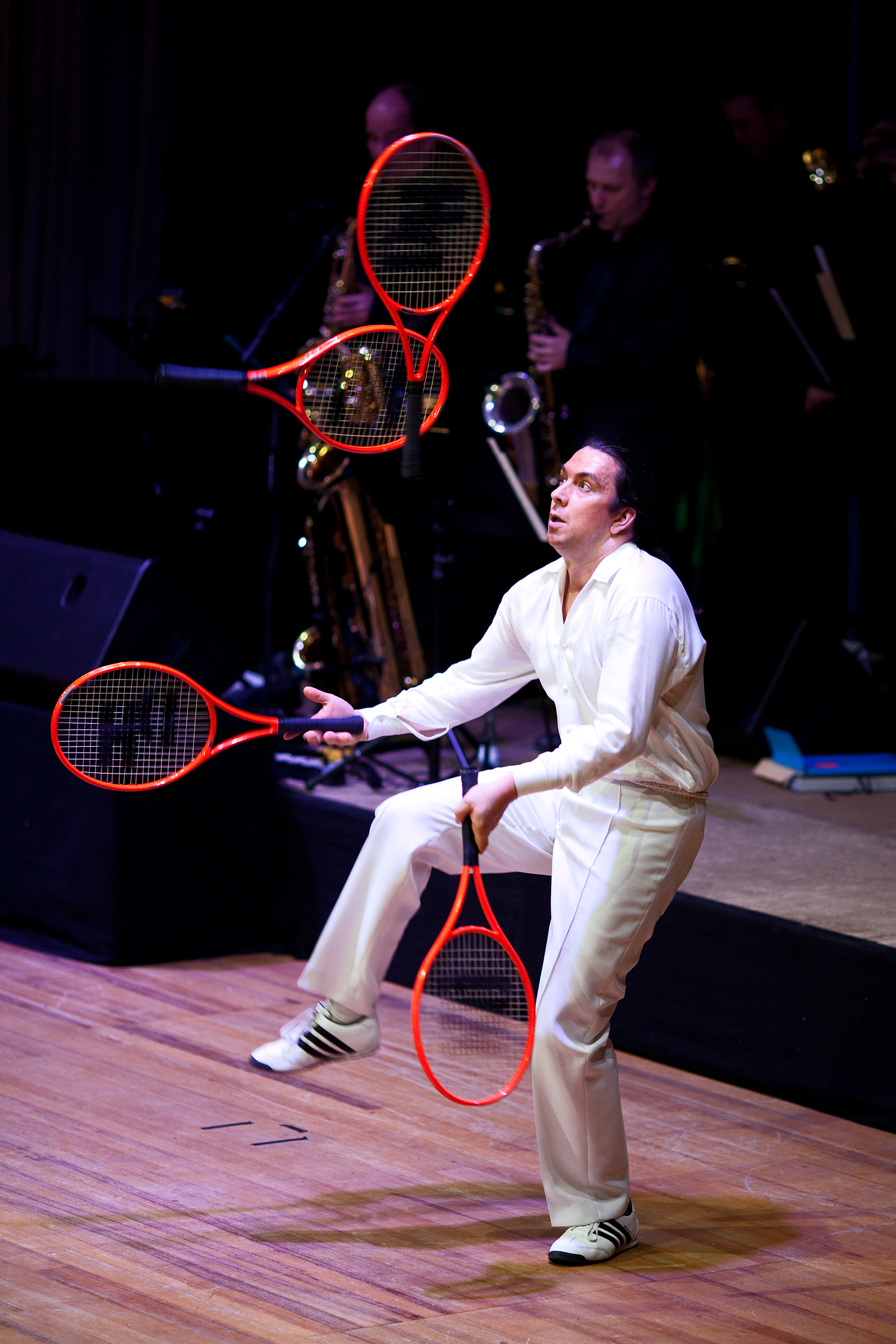
Một nghệ sĩ tung hứng những cây vợt tennis

Các kĩ thuật trong juggling hay được gọi là juggling pattern.3 bóng (balls) là phổ biến nhất.Tất cả các pattern trong juggling không nên dịch.Ba kĩ thuật cơ bản nhất là Cascade,Shower và Fountain.

### Cascade
Đây là patern cơ bản nhất trong juggling.Là trick đầu tiên cho 1 juggler.Siteswap của nó là 3.

### Shower
Trong trick này,bóng được tung theo vòng tròn,tay thứ nhất tung bóng lên cao đồng thời chuyển sang tay còn lại,cũng đồng thời tay còn lại đó chuyển bóng đang có sang tay thứ nhất.Siteswap là 51.

### Fountain
Trick này dùng trong 4 balls.Cả hai tay đều phải tung,bắt bóng và không được chuyển bóng qua tay kia.Siteswap của nó là 4.

## Lợi ích
Chơi tung hứng giúp cơ bắp ở tay,chân săn chắc hơn vì các cánh tay được nâng lên xuống liên tục,còn chân thì phải chạy để nhặt bóng (đối với bóng nảy như bóng tennis).
Giúp tăng cường phản xạ của người chơi.
Còn là hình thức giải trí.
Trong xây dựng thì tung hứng giảm bớt phần nào sức đi lại để chuyển gạch,thay vì đó mà họ tung hứng.
